# ۲۴ (فصل ۱)
فصل اول سریال ۲۴(همچنین با نام روز اول نیز شناخته می‌شود) از روز ۶ نوامبر ۲۰۰۱ تا ۲۱ می ۲۰۰۲ روی آنتن رفت. داستان این فصل از ساعت ۱۲ نیمه شب روز انتخابات اولیه ریاست جمهوری در کالیفورنیا آغاز می‌شود.
در آغاز هر اپیزود جک باور (کیفر ساترلند) متن مقدمه‌ای را برای بینندگان می‌خواند:
در حال حاضر تروریست‌ها قصد دارند تا کاندیدای ریاست جمهوری را به قتل برسانند. همسر و دختر من ربوده شده‌اند... و کسانی که من با آن‌ها کار می‌کنم ممکن است در هر دوی این‌ها دست داشته باشند. من مأمور فدرال جک باور هستم و امروز طولانی‌ترین روز عمر من خواهد بود.

## مروری بر این فصل
فصل اول در روز انتخابات اولیه ریاست جمهوری در کالیفرنیا اتفاق می‌افتد.
موضوع اصلی این فصل، توطئهٔ قتل دیوید پالمر کاندیدای انتخابات ریاست جمهوری و نمایندهٔ مریلند در مجلس سنا می‌باشد.شخصیت اصلی جک باور عضو سابق نیروهای دلتا می‌باشد که در حال حاضر فرمانده واحد ضدّتروریستی(سی‌تی‌یو) در لس‌آنجلس می‌باشد.جک در این فصل به صورت احساسی (به‌دلیل ربوده شدن دختر و همسرش) و به دلیل حرفه‌ای (وظیفه‌اش برای دفاع از جان دیوید پالمر) و به‌سختی درگیر مسائل می‌شود.
این فصل به‌طور کلی به سه بخش کلی تقسیم می‌شود:
1. در بخش اول عده‌ای سعی می‌کنند تا با گروگان گرفتن دختر و همسر جک، او را مجبور به قتل سناتور دیوید پالمر بکنند. نهایتاً جک موفّق می‌شود و درگیر این توطئه نمی‌شود. او خانواده‌اش را نجات می‌دهد.
2. در بخش دوم، تروریست‌ها نقشهٔ دوم خود را برای ترور دیوید پالمر اجرا می‌کنند، ولی موفق نمی‌شوند.جک در این بخش متوجه می‌شود که چرا او و سناتور پالمر درگیر این ماجرا شده‌اند.
3. در بخش سوم، مغز متفکّر این حملات تروریستی مشخص می‌شود و آخرین تلاشش را برای از بین بردن جک و دیوید پالمر انجام می‌دهد.

فاکس ابتدا قصد داشت تا برای فصل اول، ۱۳ قسمت بسازد امّا وقتی سریال با استقبال خوبی مواجه شد، تصمیم گرفتند تا داستان فصل ۱ در ۲۴ قسمت به پایان برسانند، به‌طوری‌که قرار بود عملیّات نجات (که در آن جک همسر و دخترش را نجات می‌دهد) در میانهٔ فصل ۱، آخرین قسمت این فصل باشد.

### حوادث مهم این فصل
- مرگ تری باور
- بین جک باور و دیوید پالمر ارتباط صمیمی شکل می‌گیرد.
- بین جک باور و تونی آلمیدا ارتباط صمیمی شکل می‌گیرد.
- در ارتباط صمیمی بین جک و کیم مشکلاتی ایجاد می‌شود.
- ارتباط دیوید پالمر و همسرش شری پالمر دچار مشکل می‌شود. آن‌ها از هم جدا می‌شوند.
- در حقیقت، قبل از اتفاقات این فصل، جک عده‌ای از کارمندان سی‌تی‌یو را به دلیل اختلاس مالی لو داده و آن‌ها را گرفتار کرده‌است.این امر موجب ایجاد تنش میان او و دیگر کارمندان مخصوصاً تونی آلمیدا و جرج میسون در طول فصل می‌شود.
- جرج میسون فرمانده سی‌تی‌یو می‌شود.
- مشخص می‌شود نینا مایرز جاسوس تروریست‌هاست.

برگزيده شدن البرتو گرين به به جاي جك باور

## خلاصه داستان
این فصل شروع سریال ۲۴ است و در اپیزود اول داستان زندگی جک (نقش اول سریال) و در آن رابطه بد میان دخترش کیم و مادرش تری را نشان می‌دهد. در این حال واحد ضد تروریستی CTU لس آنجلس جک را از خطر احتمال ترور نامزد ریاست جمهوری دیوید پالمر خبر می‌دهد و جک درصدد جلوگیری از آن می‌آید تروریست‌ها که جک را خطری برای خود می‌بینند کیم (دختر جک) که از خانه فرار کرده بود را به گروگان می‌گیرند و پس از آن تری (همسر جک) که به دنبال کیم رفته بود را نیز گروگان می‌گیرند، در اواخر این فصل معلوم می‌شود تروریست‌ها خانواده دریزن ( گروهی که جک مدت‌ها پیش درصدد دستگیری آنان برآمد و دخترشان را در جریان عملیات کشت) و آنان علاوه بر ترور اشخاص مهم می‌خواهند از جک نیز انتقام بگیرند در آخرین اپیزود معلوم می‌شود همکار جک نینا مایرز  با تروریست‌ها هم‌دست بوده و در این جریانات همسر جک تری باور به دست نینا کشته می‌شود و جک موفق به دستگیری نینا می‌شود اما او در این  ۲۴ ساعت در آخر همسرش را از دست می‌دهد اما موفق به نجات دخترش و نابودی گروه تروریستی می‌شود. 

## بازیگران

### بازیگران اصلی
| نام بازیگر   | نام شخصیت   | عنوان شخصیت              |
| ------------ | ----------- | ------------------------ |
| کیفر ساترلند | جک باور     | مأمور ویژه (کاراکتراصلی) |
| سارا کلارک   | نینا مایرز  | مأمور واحد CTU (خائن)    |
| لسلی هوپ     | تری باور    | همسر جک باور             |
| دنیس هایسبرت | دیوید پالمر | نامزد ریاست جمهوری       |
| الیشا کاتبرت | کیم باور    | دختر جک باور             |

### بازیگران فرعی
| نام بازیگر        | نام شخصیت    | عنوان شخصیت            |
| ----------------- | ------------ | ---------------------- |
| پنی جانسون جرالد  | شری پالمر    | همسر دیوید پالمر       |
| کارلوس برنارد     | تونی آلمیدا  | مدیر سوم سی‌تی‌یو        |
| ریچارد برگی       | کوین کارول   | از عوامل تروریست‌ها     |
| لو دیاموند فیلیپس | مارک ده‌سالوو | رئیس زندانی فوق امنیتی |
| دنیس هاپر         | ویکتور دریزن | رئیس تروریست‌ها         |

## پیوست‌ها
- ۲۴ (مجموعه تلویزیونی)
- ۲۴ (فصل ۲)
- سینمای آمریکا